# Trautskirchen
Trautskirchen är en kommun och ort i Landkreis Neustadt an der Aisch-Bad Windsheim i Regierungsbezirk Mittelfranken i förbundslandet Bayern i Tyskland.
Kommunen ingår i kommunalförbundet Neuhof an der Zenn tillsammans med köpingen Neuhof an der Zenn.